# Robert Destanque
Robert Destanque, né le 1er février 1931 à Bordeaux et mort le 20 février 2018, à l'âge de 87 ans, est un écrivain et cinéaste français, auteur de romans noirs et de romans historiques.

## Biographie
Après avoir passé un an à l’École des beaux-arts de Bordeaux, Robert Destanque commence sa vie professionnelle dans l’audiovisuel. Il obtient le prix Jean-Vigo en 1964 pour La Saint-Firmin. Il écrit de nombreux scénarios sans pouvoir les réaliser. Sur les conseils de Michel Martens, il écrit des romans noirs.
Son premier roman, Aveugle que veux-tu ?, raconte la vengeance d’un gangster devenu aveugle à la suite d’un règlement de comptes qui, avec l’aide d’un enfant, retrouvera  ses ennemis. Aveugle que veux-tu ? sera adapté pour la télévision par Juan Luis Buñuel en 1984.
En 1977, il collabore au livre autobiographique d’Émilie Carles Une soupe aux herbes sauvages qui devient un best-seller et qui sera adapté pour la télévision.

## Œuvre

### Romans policiers
- Aveugle que veux-tu ?, Série noire no 1712, 1976
- Le Serpent à lunette, Super noire no 91, 1978, réédition Carré noir no 540, 1985
- Rapt-Time, Série noire no 1788, 1980
- Pas perdu pour un tueur, Collection noire no 11, Fleuve noir, 1989
- Feedback, La Chambre d'Echos, 2011

### Romans historiques
- Les Miroirs d’Angela, Encre, 1982 en collaboration avec Angel Sanna
- Intolérances, Nouvelles Presses du Languedoc, 2008

### Autres
- Une soupe aux herbes sauvages, (recueil des propos d’Émilie Carles, J.C Simoen, 1977, rééditions collection  La France retrouvée, Rombaldi, 1978, Le Livre de poche no 5226, 1979, Club pour vous Hachette, 1979, Laffont, 1981, France loisirs, 1996, Pocket no 4233, 1999,  Les Éditions de la Seine, 2000[N 1]
- Joris Ivens ou la Mémoire d'un regard, Éditions BFB, 1982
- Les Années mirages, Laffont, 1982, réédition France Loisirs, 1993, avec Michel Martens
- L’Écuelle du loup, Calliope, 1999

### Théâtre
- La Caprice de Polichinelle, L'Avant-scène théâtre, 2003

### Traduction
- Trauma de Gordon Thomas, Encre, 1982

## Filmographie

### Adaptations
- 1984 : Aveugle, que veux-tu ?, adaptation du roman éponyme, réalisée par Juan Luis Buñuel dans le cadre de la série télévisée Série noire
- 1997 : Une soupe aux herbes sauvages, adaptation du roman éponyme, réalisé par Alain Bonnot

### Réalisation et participations
- 1963 : La Saint-Firmin, court métrage documentaire - scénario et réalisation -  Prix Jean-Vigo 1964
- 1965 : Chroniques de France (1964-1978) - comme réal. d'un épisode
- 1967 : Le Ciel - La Terre, court métrage documentaire de Joris Ivens, comme directeur de la photographie
- 1972 : Ça va, ça vient, réalisé par Pierre Barouh, comme assistant réalisateur
- 1983 : Joris Ivens (documentaire) - scénario et réalisation
- 1984 : Série noire (série tv) - comme scénariste d'un épisode